# Histoire des Plantes
Histoire des Plantes (abreviado Hist. Pl.) es un libro con descripciones botánicas que fue escrito por el botánico francés Henri Ernest Baillon y publicado en trece tomos en los años 1866-1895.